# Klaus Schwickert
Klaus Schwickert (* 24. November 1931 in Brackwede; † 27. Oktober 2019) war ein deutscher Politiker (SPD), ehrenamtlicher Landrat und von 1975 bis 1989 Oberbürgermeister von Bielefeld.

## Leben
Klaus Schwickert war das dritte von sieben Kindern des Kesselschmieds Wilhelm Schwickert und seiner Frau Amanda Schwickert geb. Generotzky. Seine zwei älteren Geschwister starben im Säuglingsalter; von seinen jüngeren Geschwistern war eines adoptiert. Die Familie wohnte im Haus des Großvaters Generotzky (Am Wißbrock 24) in Brackwede. Später gab Schwickert an, dort eine „recht idyllische und unbesorgte Kindheit, geprägt vor allem durch das landwirtschaftlich und dörflich anmutende Umfeld“ verbracht zu haben.
Nach dem Besuch der Volksschule und der Realschule absolvierte er eine Lehre als Orthopädie-Schuhmacher. Später erfolgte eine Umschulung zum Elektroschweißer. Danach folgte eine Beschäftigung beim Arbeitsamt Bielefeld. Er legte hier die erste und zweite Verwaltungsprüfung ab und war zuletzt als Berufsberater eingesetzt.
Schwickert wurde 1955 Mitglied der SPD. Er war in zahlreichen Gliederungen der SPD vertreten und war unter anderem Vorsitzender des SPD-Kreisverbandes Bielefeld. Seit 1948 war er Mitglied der Gewerkschaft Öffentliche Dienste, Transport und Verkehr.
Schwickert heiratete Vera Schwickert (* 1931), geb. Generotzky. Sein Schwiegervater, der ehemalige Stadtdirektor der Stadt Brackwede, Wilhelm Generotzky, bewegte ihn zum Eintritt in die SPD und war sein politischer Ziehvater.

## Politik
Dem Kreistag des ehemaligen Kreises Bielefeld gehörte er von 1961 bis zur Gebietsreform am 31. Dezember 1972 an. Vom 24. Juli 1966 bis zum 27. Mai 1975 war Schwickert Mitglied des Landtags des Landes Nordrhein-Westfalen. Er wurde in beiden Legislaturperioden jeweils im Wahlkreis 142 Bielefeld-Land I direkt gewählt. Von 1973 bis 1989 war er Mitglied des Rates der Stadt Bielefeld.
Von 1979 bis 1989 war er Mitglied der Landschaftsversammlung des Landschaftsverbandes Westfalen-Lippe. Außerdem war er vom 6. November 1967 bis zum 31. Dezember 1972 Landrat des Kreises Bielefeld. Oberbürgermeister der Stadt Bielefeld war er von 1975 bis 1989.
Er war in verschiedenen Gremien des Landkreistages NRW tätig.
1987 verlieh ihm der Bundespräsident das Verdienstkreuz 1. Klasse des Verdienstordens der Bundesrepublik Deutschland.